# فيلي ثورنتون
فيلي ثورنتون (بالإنجليزية: Willie Thornton)‏ (3 مارس 1920 في المملكة المتحدة - 26 أغسطس 1991) هو مدرب كرة قدم ولاعب كرة قدم بريطاني في مركز الهجوم. شارك مع منتخب اسكتلندا لكرة القدم. أما مع النوادي، فقد لعب مع نادي رينجرز ورابطة كرة القدم الاسكتلندية الحادية عشر ‏.

## مسيرته الكروية
لعب فيلي ثورنتون خلال مسيرته الاحترافية مع نادِ واحدٍ في تسعة مواسم وسجل خلالها 110 هدف ضمن 175 مباراة. حيث فاز في أربعة مواسم بالكأس وفي أربعة مواسم بالدوري.
خاض فيلي ثورنتون مسيرته مع نادي رينجرز في موسم 1946–47 ليلعب معه تسعة مواسم، مشاركًا في 175 مباراة سجل خلالها 110 هدف.

## وصلات خارجية
- فيلي ثورنتون على موقع الاتحاد الإسكتلندي (الإنجليزية)
- فيلي ثورنتون على موقع قاعدة بيانات كرة القدم.إي يو (الإنجليزية)
- فيلي ثورنتون على موقع ناشيونال فوتبول تيمز (الإنجليزية)